# Maclovio
Maclovio o Macuto (in francese Maclou o Malo, in latino Maclovius o Machutus; 520 circa – 15 novembre 612) è uno dei sette santi fondatori della Bretagna continentale, per i quali esiste il pellegrinaggio chiamato Tro Breizh (Giro di Bretagna).
È venerato come santo dalla Chiesa cattolica.
Sarebbe nato nel Gwent (attuale contea di Glamorgan, in Galles) e sarebbe morto ad Archingeay (Saintonge) un 15 novembre in un anno imprecisato tra il 612 e il 649. Sarebbe stato il primo vescovo di Aleth (oggi Saint-Servan-sur-Mer, antica località poi incorporata in Saint-Malo, Bretagna).

## Biografia

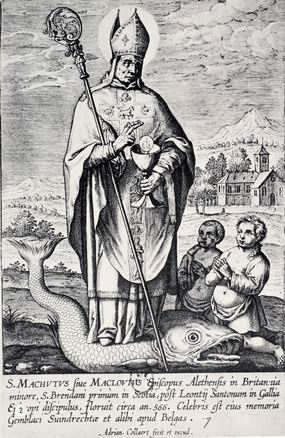
San Maclovio: incisione di Adrien Collaert (c. 1560)

Maclovio, « pegno brillante » (mac'h pegno e luh luce in antico bretone) fu un discepolo di San Brendano a Llancarfan, e lo avrebbe accompagnato nei suoi viaggi alla ricerca del Paradiso terrestre. Le Vite latine del IX secolo modificano le più antiche versioni riguardo ai suoi viaggi e alla sua vita, derivanti dalla letteratura celtica.
Chiamato da Dio ad attraversare la Manica per cercare l'eremitaggio, sarebbe approdato sull'isola di Cézembre dopo sette anni di navigazione. Dopo una prima esperienza di sincellismo, insieme a Sant'Aronne sul luogo dove sarebbe nata la città di Saint-Malo, di fronte all'insediamento celtico di Aleth, Maclovio divenne il primo vescovo della diocesi di Aleth, in seguito chiamata Saint-Malo.
La diffusione medievale del culto del santo portò alla dispersione delle sue reliquie nel X secolo in seguito alle invasioni normanne (Parigi, Montreuil-sur-Mer, Bruges, Gembloux, Rouen, Pontoise, Conflans-Sainte-Honorine).
Il vescovo Bili ha scritto su di lui un'agiografia intitolata Vita Sancti Machutis.

## Il culto
La sua memoria liturgica cade il 15 novembre.
Dal Martirologio Romano: «In Bretagna, san Maclovio o Macúto, vescovo di Aleth, che si tramanda sia nato in Galles e morto nel territorio di Saintes.»